# Leutschach an der Weinstraße
Leutschach an der Weinstraße – gmina targowa w Austrii, w kraju związkowym Styria, w powiecie Leibnitz. Według Austriackiego Urzędu Statystycznego liczyła 3778 mieszkańców (1 stycznia 2015).